# Xenanthura sinaica
Xenanthura sinaica là một loài chân đều trong họ Hyssuridae. Loài này được Wägele miêu tả khoa học năm 1981.